# Heile Welt (Film)
Heile Welt ist der erste Kino-Spielfilm und das Langfilmdebüt des österreichischen Regisseurs Jakob M. Erwa. Das Coming-of-Age-Drama entstand zwischen 2005 und 2007 in und um Graz, wurde mit dem Großen Diagonale-Preis und dem German Independence Award – Bester Deutscher Film ausgezeichnet und unter dem internationalen Titel All the Invisible Things auf weiteren Filmfestivals gezeigt.

## Handlung
Die im Film gezeigte Handlung besteht aus vier ineinander verschränkten Episoden, die großteils zeitversetzt geschildert werden.
Bolz flieht aus dem Haus seiner Eltern. Gemeinsam mit Jolly, der aus dem Internat türmt, fährt er nach Graz, wo die beiden den Tag mit Jollys Clique verbringen. Jolly, Bolz und Jollys Freundin Elli werden schließlich spätnachts von der Polizei aufgegriffen. Als die Polizei Jolly bei seiner Mutter abgeben will, diese ihn aber nicht ins Haus lässt, bedroht Bolz die Polizisten mit einer Waffe; die drei fliehen wieder.
Jollys Mutter Gabi beschließt ihren Sohn am Wochenende im Internat zu lassen, um mehr Zeit für sich zu haben. Mit einer Freundin geht sie aus und begegnet dabei ihrem Chef Helmut. Gabi und Helmut verbringen nach einem Diskobesuch die Nacht in Gabis Haus, bis die Polizei sie stört, um Jolly abzuliefern. Nachdem Gabi sie fortgeschickt hat, bereut sie ihre Entscheidung und begibt sich zur Polizeiwache. Auf dem Rückweg wird sie von einem Auto angefahren.
Karin Bolz, die Mutter von (Klaus) Bolz, leidet unter ihrem gewalttätigen Mann. Spätabends kommt ihr Sohn nachhause. Nachdem Klaus sie mit einem Messer gezwungen hat, ihm sein Sparbuch zu geben, macht er sich wieder davon. Am nächsten Tag besucht Karin ihre schwerkranke Mutter im Krankenhaus, die im Laufe des Tages stirbt. Nicht wissend, wohin sie gehen soll, verbringt Karin die Nacht im Krankenhaus.
Jolly eilt gemeinsam mit Bolz und Elli ins Krankenhaus, wo die Ärzte ihn und seinen Vater vom kritischen Zustand Gabis in Kenntnis setzen. Bolz begegnet im Krankenhaus seiner Mutter, beschließt jedoch, sie nicht nachhause zu begleiten, sondern auf Jolly zu warten.
Die Prostituierte Lara begegnet dem Blinden Frank, als Jollys Clique sich über seine Hilflosigkeit lustig macht. Sie bietet ihm ihre Hilfe an, die beiden verbringen den Tag schließlich gemeinsam und machen einen Ausflug in die Natur. Spätnachts fahren sie in betrunkenem Zustand zurück nach Graz.

## Hintergrund
Die Idee zu diesem Film kam Erwa infolge eines Gesprächs mit einem Jugendlichen während einer Zugfahrt. Das Casting der drei jugendlichen Hauptdarsteller fand daraufhin im Sommer 2005 statt, im Anschluss begannen die Proben für die erste Episode.
Um größtmögliche Authentizität zu erreichen, fungierte das Drehbuch nur als „Inszenierungsgrundlage“. Die Figuren, ihre Beziehungen und Dialoge erarbeitete Erwa mit den Darstellern gemeinsam, auch Improvisation spielte beim Dreh eine bedeutende Rolle. Für die drei jugendlichen Hauptdarsteller war Heile Welt die erste professionelle Filmerfahrung; die restlichen Rollen wurden teils mit professionellen Schauspielern, teils mit Laiendarstellern besetzt.
Viele Szenen wurden mit der Handkamera gedreht, Erwa setzte dabei auf lange Brennweiten und Unschärfen. Während die Episode um Jolly, Bolz und Elli durch eine unruhige Kameraführung auffällt, wählte Erwa für die Episoden um die erwachsenen Charaktere eine ruhigere Kameraführung, verwendete jedoch auch für sie die Handkamera.
Der Film wurde als 35-mm-Film mit Dolby SR gedreht. Premiere feierte er am 17. Jänner 2007 am Filmfest Oldenburg. Bereits zuvor wurde die erste Episode als Kurzfilm auf der Diagonale aufgeführt. Produktionsfirmen waren Novotny & Novotny und mojo:pictures.

## Kritik
Björn Eichstädt beschrieb die erste Episode von Heile Welt für das Filmmagazin Manifest als „dokumentarisch angehauchte und digitalwackelnde Austria-Variante von Village of the Damned oder Who Can Kill a Child?“. Im weiteren Verlauf zeigen sich jedoch auch andere Aspekte, Heile Welt zeichne „die triste Realität der Eltern […] düster neben das Leben der Kinder, versetzt Stücke des Erzählstrangs in- und nebeneinander und zeigt, dass Grauen nur dort wachsen kann, wo es gesäht [sic] wurde“. Dass „Komasaufen seine Ursache im elterlichen Leben findet“, habe Erwa „wunderbar eingefangen“. Erwa knüpfe „an seine Landsleute Michael Haneke und Ulrich Seidl an und geht trotzdem ganz eigene Wege“.
Matthias Greuling schrieb für Die Furche, das Langspieldebüt Erwas, der selbst noch Teil der Jugend sei, die er in dem Film zeige, zeichne sich „vor allem durch authentische Unmittelbarkeit“ aus. „Die Unmittelbarkeit seines Kinos, die Spontaneität des Regisseurs mit den Rastazöpfen“ spiegele sich in Heile Welt wider, „in der Montage“ verfalle Erwa aber leider „dem Potpourri an Inspirationsquellen“
Harald Ladstätter (filmtipps.at) bezeichnet Erwas „semi-dokumentarisches Spielfilm-Debüt“ als „mehr als achtbare Talentprobe“, Vergleiche mit Larry Clark seien „gar nicht zu hoch gegriffen“. Weiters: „Mit minimalem Budget auf Digitalvideo gedreht, sind technische Unzulänglichkeiten und kleinere inszenatorische Mängel nicht zu leugnen. Glücklicherweise halten sich die Schwächen aber in tolerierbaren Grenzen.“ Während Eichstädt in seiner Kritik für das Manifest schrieb, die Episode um die Prostituierte Lara zeige, „dass es selbst ganz unten Alternativen gibt“, kritisiert Ladstätter diesen Teil des Films: Die „Wucht und emotionale Dichte des Films“ werde „durch entsetzlich platte Dialoge gedämpft“.
Die österreichische Jugendmedienkommission erteilte dem Film die Positivkennzeichnung „empfehlenswert als Diskussionsfilm ab 14 Jahren“.

## Auszeichnungen
Diagonale 2007
- Großer Diagonale-Preis

Internationales Filmfest Oldenburg 2007
- German Independence Award – Bester Deutscher Film

Nominierungen:
- Semana Internacional de Cine de Valladolid 2007: Goldene Ähre
- Filmfestival Max Ophüls Preis 2006: Kategorie Bester Kurzfilm; 2007: Max Ophüls Preis
- First Steps Awards 2007: Kategorien Abendfüllende Spielfilme und Bestes Filmdebüt (Simon Möstl)
- Studio Hamburg Nachwuchspreis 2008: Kategorie Bestes Drehbuch
- Undine Award 2007: Kategorien Beste Filmdebütantin und Bester Filmdebütant